# 2002 Euler
2002 Euler eller 1973 QQ1 är en asteroid i huvudbältet som upptäcktes den 29 augusti 1973 av den ryska astronomen Tamara Smirnova vid Krims astrofysiska observatorium på Krim. Den har fått sitt namn efter den schweiziske matematikern Leonhard Euler.
Asteroiden har en diameter på ungefär 18 kilometer.